# Otieczestwiennyje zapiski
Otieczestwiennyje zapiski (ros. Отечественные записки „Zapiski ojczyźniane”) – rosyjskie czasopismo, początkowo naukowe, etnograficzno-geograficzne (1818–1830), a po wznowieniu literacko-społeczne (1839–1884). Oba pisma wydawane były w Petersburgu. Pismo literackie było miesięcznikiem, prowadzonym przez Krajewskiego, a od 1868 r. przez Niekrasowa, po którego śmierci (1878) redakcję objął Michaił Sałtykow-Szczedrin.
Pismo publikowało nowe utwory czołowych rosyjskich poetów i prozaików, zwłaszcza o poglądach liberalnych lub umiarkowanych, a w drugim okresie (po 1868 r.) istnienia umiarkowanie radykalnych. Czołową postacią redakcji do 1846 r. był Wissarion Bielinski, nie tylko z racji swych recenzji literackich, ale przede wszystkim jako ideolog pisma. Do współpracowników periodyku „Otieczestwiennyje zapiski” należał m.in. Aleksander Hercen i Nikołaj Ogariow.